# 長谷川一孝
長谷川 一孝（はせがわ かずたか、1977年1月22日 - ）は、日本のプロレスラー。

## 経歴
中学校3年の時に阪神タイガース私設応援団「関西連合会」に入る。
1995年6月20日、横浜スタジアムで行われた横浜ベイスターズ対阪神タイガースの試合で新庄剛志が打ったレフトへのホームラン性の打球をスタンドに入る前に旗で叩き落としてしまい幻のホームランとなり大問題になった。
2005年、アパッチプロレス軍に広報として入社。
2013年1月1日、ゼネラルマネージャーに就任。11月10日、アパッチ道頓堀アリーナ大会でマグニチュード岸和田、藤井健一とタッグを組んで対空牙&新井健一郎&ハザード戦でHASEGAWAとしてデビュー。
2016年12月25日、アパッチ新木場1stRING大会を最後に解散。
2017年2月24日、アパッチの後継団体となるプロレスリングA-TEAMを設立してゼネラルマネージャーに就任。4月16日、シアター1010ミニシアターでA-TEAMの旗揚げ戦を開催。
2024年8月25日、リングネームを長谷川一孝に改名。

## 得意技
ダイビングフットスタンプ
フィッシャーマンズバスター
バズソーキック
仰向けになった相手の上半身を起こして相手の左側頭部を振り抜いた右足の甲で蹴り飛ばす。
各種キック

## 入場曲
- 激動

## タイトル歴
- WEWタッグ王座
- WEWジュニアヘビー級王座
- WEW JAPAN王座
- UWAインターコンチネンタルタッグ王座